# Hybrid Child
『Hybrid Child』（ハイブリッドチャイルド）は、中村春菊の漫画作品である。

## 概要
2003年「BE×BOY GOLD」8月号に掲載された後、2004年6月号から同年10月号まで連載された。その後、描き下ろしも収録したコミックスが2005年3月10日に発行された。
持ち主の愛情を反映して成長する不思議な人形・ハイブリッドチャイルドを巡る、短編3作からなるオムニバス形式の純愛物語であり、マリン・エンタテインメントからドラマCDも発売されている。

## あらすじ
一生に一度の恋。あなたを愛した記憶だけが、この胸にただ一つ……。それはある意味、鏡。機械でも人形でもなく、持ち主の愛情を反映して成長する人の形、それが「ハイブリッド・チャイルド」。
これは主人と「ハイブリッド・チャイルド」が紡ぐ、想いの物語。主人は「ハイブリッド・チャイルド」に何を願ったのか。「ハイブリッド・チャイルド」は主人の何を映したのか。
そして、「ハイブリッド・チャイルド」は、なぜ生まれたのか……。
生涯ただ一人だけを想い続ける一途な恋を描く、切なく愛おしいお伽噺。

## 登場人物
※担当声優は、ドラマCD版 / OVA版の順。
和泉小太郎（いずみ こたろう）
声 - 福山潤  / 岡本信彦、幼少 - 岩崎愛
名門・和泉家の御曹司にして16代目当主である、第1話の主人公。当主としてはまだまだ出来が悪く怠け者で、葉月に小言を言われる日々を送っている。葉月とは8歳の時からずっと一緒であり、本心では彼を大切に思っている。
葉月（はづき）
声 - 鳥海浩輔、幼少 - 近野真昼 / 平川大輔
小太郎と10年間一緒にいるハイブリッドチャイルド。第1話の準主人公。有能かつ冷静沈着で、小太郎を日々厳しく指導するお目付け役。動き出すのに5年、言葉を話すのに1年半かかった型番0001の旧式タイプ。拾われた当時はボロボロの状態だったため、体裁を重んじた和泉家の家人に3回も捨てられ、その度に小太郎によって拾い戻されてきた。自身がじきに動かなくなることを冷静に受け止め、自分を救おうと必死になる小太郎を諌める。
黒田（くろだ）
声 - 井上和彦、幼少 - 早水リサ / 小野友樹、幼少 - 丸山ナオミ
本作品の実質的主人公。全ハイブリッドチャイルドの生みの親で、普段は薄暗い実験室に篭もり研究に明け暮れている人形師。かつてはとある藩に仕えていたカラクリ好きの武官であったが、月島の死後ハイブリッドチャイルドの製作に打ち込む（その数は現在3000体以上。型番の数字が上がるほど、持ち主にとって扱いやすくなっていく）。葉月の外見だけでなく、中身も人間に近い風貌の変化に驚いている。
ゆず
声 - 宮田幸季 / 代永翼
少年型のハイブリッドチャイルドで、第2話の主人公。壱を心から慕っている。純真無垢かつ明るい性格な一方、自分がなかなか成長しないことに悩んでいた。カステイラが大好物。最近春画本をこっそり読んでいる様子。
瀬谷壱（せや いち）
声 - 諏訪部順一 / 木村良平
ゆずの主人で、かつては黒田と同じ藩に仕えていた元武官。優しく穏やかで誰からも好かれており、ゆずのことも大事に想い慈しんでいる。黒田とは付き合いの長い友人同士でもある。ある日突然、刺客に襲われて失明する。
月島（つきしま）
声 - 緑川光、幼少 - 升望 / 松岡禎丞、幼少 - 木村繭
黒田と瀬谷の幼馴染（同い年）で、2人が勤めていた藩の家老。第3話のキーパーソン。黒田が製作するハイブリッドチャイルドのモデル。普段少々幼いが、いざという時には芯が強い性格。黒田とは憎まれ口を叩くばかりだったものの、彼とは両想いであり、御一新の際に責任をもって切腹する。甘党で、中村屋のひよこまんじゅうが大好物。

## OVA
2011年7月にアニメ化が発表され、2014年10月よりOVAが全4巻で発売された。

### スタッフ
- 監督 - 福田道生[3]
- シリーズ構成 - 伊丹あき
- キャラクターデザイン - 岸田隆宏
- プロップ作画監督 - 岡戸智凱
- 美術監督 - 内藤健
- 美術設定 - 高橋武之
- 色彩設定 - 末永絢子
- 撮影監督 - 川口正幸
- 3DCG監督 - 今垣佳奈
- 編集 - 松村正宏
- 音響監督 - たなかかずや
- 音楽 - 安瀬聖
- 音楽制作 - ランティス
- プロデューサー - 河本紗知、大貫一雄、櫻井優香、浦崎宣光
- アニメーション制作 - スタジオディーン

### 主題歌
「syncretism」
作詞 - riya / 作曲・編曲 - 柘植敏道 / 歌 - Annabel

### 各話リスト
| 巻数  | サブタイトル                                     | 脚本     | コンテ   | 演出     | 作画監督                                                                | 総作画監督          |
| ----- | ------------------------------------------------ | -------- | -------- | -------- | ----------------------------------------------------------------------- | ------------------- |
| 第1巻 | 俺は葉月でないとダメだと言ったのだ――             | 伊丹あき | 福田道生 | 福田道生 | 平川亜喜雄、青野厚司                                                    | -                   |
| 第2巻 | 御主人様は 花園の中に いつも一人でいらっしゃる―― | 伊丹あき | 福田道生 | 渡部穏寛 | 松下郁子、平川亜喜雄 青野厚司、竹本桂子 本田みゆき、河南正昭 清水明日香 | 平川亜喜雄 青野厚司 |
| 第3巻 | 夏草のにおい 白雲の風 ひとりと ひとりと ひとり―― | 桑畑絹子 | 望月智充 | 福田道生 | 中本尚、手島勇人 荒木弥緒                                               | 竹田逸子            |
| 第4巻 | ただ一言 俺が お前に 言いたかった事は――          | 桑畑絹子 | 福田道生 | 福田道生 | 伊藤智子、大塚八愛 加藤万由子、中本尚                                   | 竹田逸子            |

### BD / DVD
| 巻 | 発売日         | 収録話 | 規格品番  | 規格品番  |
| 巻 | 発売日         | 収録話 | BD        | DVD       |
| -- | -------------- | ------ | --------- | --------- |
| 1  | 2014年10月29日 | 第1話  | ZMXZ-9551 | ZMBZ-9561 |
| 2  | 2014年11月26日 | 第2話  | ZMXZ-9552 | ZMBZ-9562 |
| 3  | 2014年12月24日 | 第3話  | ZMXZ-9553 | ZMBZ-9563 |
| 4  | 2015年1月28日  | 第4話  | ZMXZ-9554 | ZMBZ-9564 |